# Patrick Rémy
Pour les articles homonymes, voir Rémy (homonymie).
Ne pas confondre avec le footballeur puis entraîneur français Patrick Remy.
Patrick Rémy (né le 27 avril 1965 à Gérardmer, Vosges) est un ancien fondeur français.

## Palmarès

### Jeux Olympiques
| Épreuve / Édition | Calgary 1988 | Albertville 1992 | Lillehammer 1994 | Nagano 1998 |
| 10 km             |              | 36e              | 22e              | 20e         |
| 15 km             | 37e          |                  |                  |             |
| 25 km Poursuite   |              | 22e              | 20e              | 30e         |
| 30 km             | 68e          | 23e              |                  | DNF         |
| 50 km             |              |                  | 23e              |             |
| 4 × 10 km         | 11e          | 8e               | 10e              | 13e         |

### Championnats du monde
| Épreuve / Édition | Falun 1993 | Thunder Bay 1995 |
| 10 km             | 28e        | 62e              |
| 25 km Poursuite   | 30e        |                  |
| 30 km             | 26e        | 40e              |

### Coupe du monde
- Meilleur classement final: 25e en 1992.
- Meilleur résultat: 4e.

### Championnats de France
Multiple Champion de France Elite :
- 30 km : 1988 ;
- courte distance : 1989 ;
- relais : 1989.